# Randstad

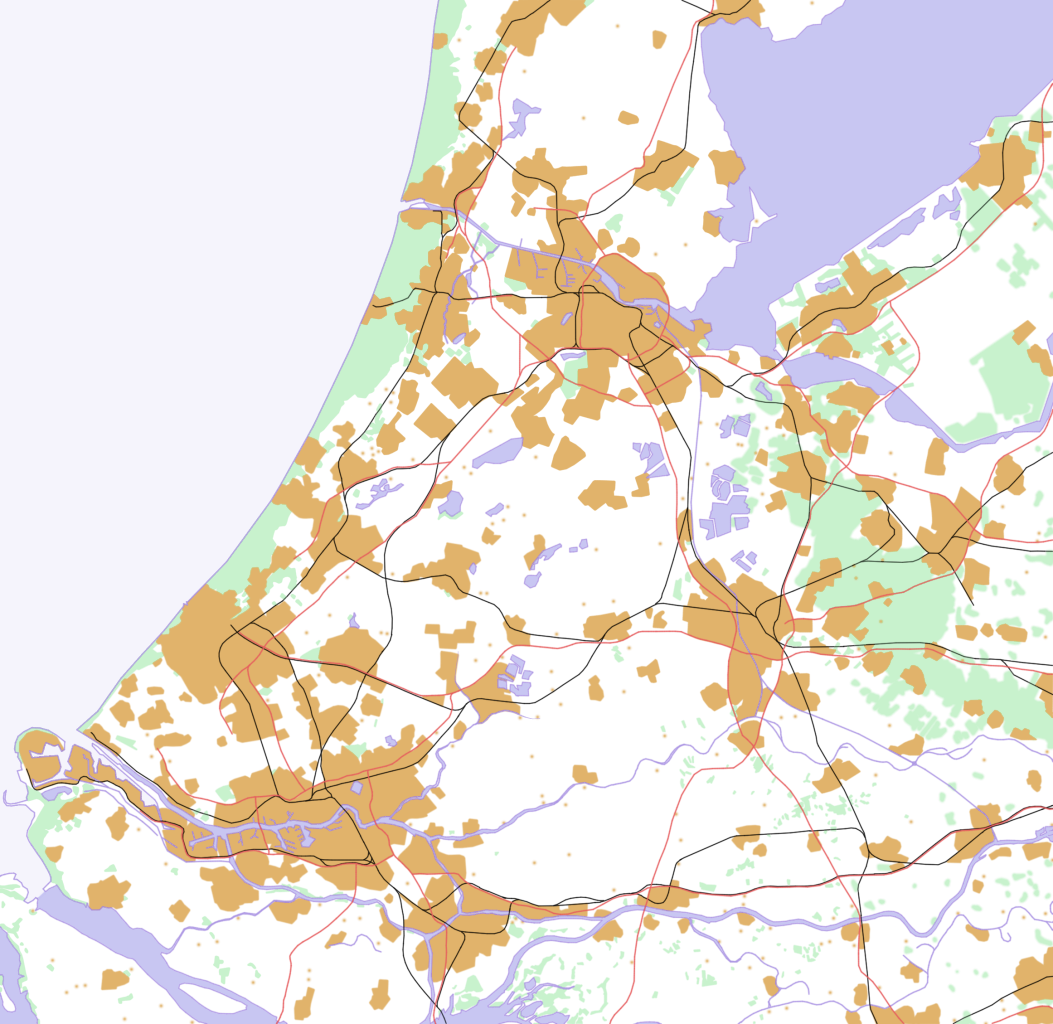
Mapa esquemático del Randstad.

El Randstad (del neerlandés rand, ‘borde ’; y stad, ‘ciudad ’) es el nombre que recibe la mayor conurbación de los Países Bajos, a su vez una de las mayores de Europa. 
Hay que distinguir entre la región metropolitana de Randstad, con una población en torno a los 6,6 millones de habitantes (40 % del total de los Países Bajos), y la Región de Randstad (una asociación socioeconómica) que reúne unos 8,2 millones de habitantes (casi la mitad de la población del país).
Ambas entidades se extienden por las provincias de Holanda Meridional, Holanda Septentrional, Utrecht y Flevoland.

## Geografía del Randstad
El Randstad está formado por una cadena de ciudades y aglomeraciones urbanas que se extiende por el oeste de los Países Bajos desde el centro geográfico hasta la costa del mar del Norte. La cadena forma una especie de anillo, en cuyo centro se sitúa el área relativamente despoblada y rural conocida localmente como Groene Hart (‘Corazón Verde’).
Dicha conurbación incluye las ciudades principales de Almere, Amersfoort, Ámsterdam, Delft, Dordrecht, Gouda, Haarlem, Leiden, Róterdam, La Haya, Utrecht y Zoetermeer, y las ciudades y pueblos secundarios de Alphen aan den Rijn, Amstelveen, Capelle aan den Ijssel, Hoofddorp, Leidschendam, Nieuwegein, Purmerend, Rijswijk, Schiedam, Spijkenisse, Vlaardingen, Voorburg y Zaanstad.
El Randstad se divide en dos áreas principales:
- El «ala norte» (en neerlandés Noordvleugel) incluye el área metropolitana de Ámsterdam. Algunos especialistas incluyen también el área metropolitana de Utrecht.
- El «ala sur» (en neerlandés Zuidvleugel) incluye el área metropolitana de Róterdam.

## El conflicto entre grandes y pequeñas ciudades de Randstad

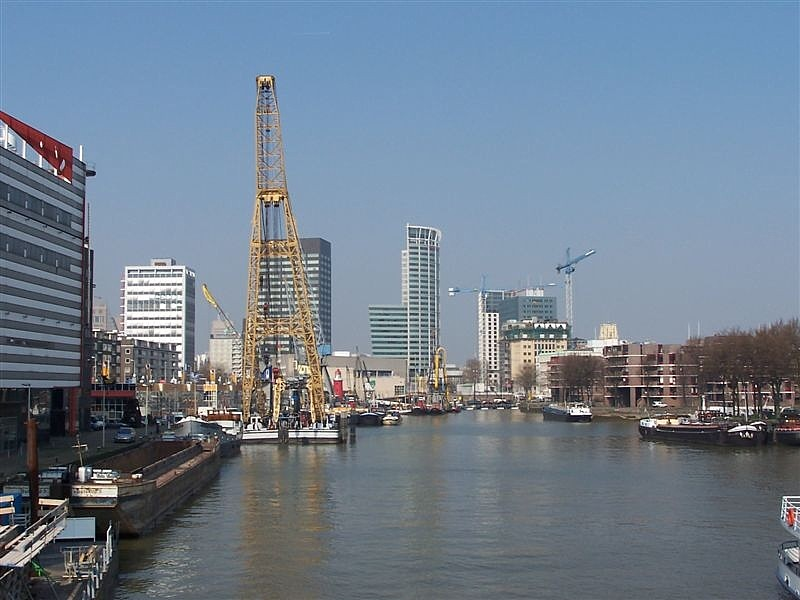
Rotterdam como centro administrativo.

Las ciudades mayores del Randstad (Ámsterdam, Róterdam, La Haya y Utrecht) son los centros comerciales, administrativos, de infraestructuras, económicos y de ocio del Randstad, mientras que las poblaciones menores suelen ser ciudades dormitorio. Esto genera un conflicto de intereses: las grandes desean espacio para poder ampliarse y rebajar la presión de los miles de ciudadanos que entran en ellas todos los días para trabajar; por su parte, las pequeñas no desean masificarse y quieren mantener una identidad separada.
Otro tema de discusión en el planeamiento del Randstad es el Groene Hart ('Corazón Verde'), que prevé una reserva de espacio verde en el centro del anillo de ciudades, aprovechando así las zonas donde es más difícil construir debido a la poca firmeza del suelo. Sin embargo, el desarrollo del aeropuerto de Schiphol y la actividad agraria industrializada han dejado este corazón verde irreconocible.

## Región metropolitana
La región metropolitana de Randstad se extiende por una superficie de 5129 km² y cuenta con una población de 6,55 millones de habitantes. Tiene una densidad de población de 1277 hab/km².
Se compone de cuatro ciudades principales (Ámsterdam, Róterdam, La Haya y Utrecht) y de 116 pequeñas ciudades y municipios aledaños (entre las que destacan las ciudades de Almere, Amersfoort, Haarlem y Zaanstad), como se muestra en la tabla siguiente.
| Región                | Población                      | Superficie (en km²) | Habitantes(1) |
| --------------------- | ------------------------------ | ------------------- | ------------- |
| Países Bajos          |                                |                     |               |
| Holanda Septentrional | Ámsterdam                      | 219,44              | 758 127       |
| Holanda Septentrional | Waterland                      | 115,64              | 17 267        |
| Holanda Septentrional | Edam-Volendam                  | 24,78               | 28 459        |
| Holanda Septentrional | Landsmeer                      | 26,49               | 10 301        |
| Holanda Septentrional | Purmerend                      | 24,56               | 77 922        |
| Holanda Septentrional | Oostzaan                       | 16,13               | 9200          |
| Holanda Septentrional | Zaanstad                       | 83,04               | 140 270       |
| Holanda Septentrional | Wormerland                     | 45,14               | 15 796        |
| Holanda Septentrional | Uitgeest                       | 22,31               | 11 915        |
| Holanda Septentrional | Castricum                      | 59,92               | 35 020        |
| Holanda Septentrional | Heiloo                         | 18,99               | 22 123        |
| Holanda Septentrional | Alkmaar                        | 31,22               | 94 455        |
| Holanda Septentrional | Langedijk                      | 26,99               | 25 931        |
| Holanda Septentrional | Bergen                         | 119,83              | 13 612        |
| Holanda Septentrional | Heerhugowaard                  | 39,97               | 49 444        |
| Holanda Septentrional | Heemskerk                      | 31,73               | 37 423        |
| Holanda Septentrional | Beverwijk                      | 20,38               | 36 546        |
| Holanda Septentrional | Velsen                         | 63,03               | 67 678        |
| Holanda Septentrional | Bloemendaal                    | 43,29               | 16 974        |
| Holanda Septentrional | Haarlem                        | 32,12               | 147 015       |
| Holanda Septentrional | Zandvoort                      | 44,34               | 16 651        |
| Holanda Septentrional | Haarlemmerliede en Spaarnwoude | 21,08               | 5489          |
| Holanda Septentrional | Heemstede                      | 9,64                | 25 650        |
| Holanda Septentrional | Bennebroek                     | 1,79                | 5131          |
| Holanda Septentrional | Haarlemmermeer                 | 185,28              | 135 136       |
| Holanda Septentrional | Aalsmeer                       | 32,24               | 24 145        |
| Holanda Septentrional | Uithoorn                       | 19,49               | 26 844        |
| Holanda Septentrional | Amstelveen                     | 44,05               | 78 774        |
| Holanda Septentrional | Ouder-Amstel                   | 25,81               | 13 142        |
| Holanda Septentrional | Diemen                         | 14,03               | 23 834        |
| Holanda Septentrional | Muiden                         | 36,51               | 6645          |
| Holanda Septentrional | Weesp                          | 21,88               | 17 533        |
| Holanda Septentrional | Naarden                        | 32,89               | 17 104        |
| Holanda Septentrional | Bussum                         | 8,11                | 31 237        |
| Holanda Septentrional | Huizen                         | 23,28               | 42 091        |
| Holanda Septentrional | Blaricum                       | 15,58               | 9114          |
| Holanda Septentrional | Hilversum                      | 46,24               | 83 652        |
| Holanda Septentrional | Laren                          | 12,39               | 11 005        |
| Holanda Septentrional | Wijdemeren                     | 76,55               | 23 435        |
| Provincia de Utrecht  | Abcoude                        | 32,11               | 8670          |
| Provincia de Utrecht  | De Ronde Venen                 | 84,80               | 34 535        |
| Provincia de Utrecht  | Loenen                         | 27,32               | 8296          |
| Provincia de Utrecht  | Breukelen                      | 48,65               | 14 571        |
| Provincia de Utrecht  | Maarssen                       | 30,86               | 39 563        |
| Provincia de Utrecht  | Woerden                        | 92,89               | 47 912        |
| Provincia de Utrecht  | Oudewater                      | 40,16               | 9941          |
| Provincia de Utrecht  | Montfoort                      | 38,22               | 13 506        |
| Provincia de Utrecht  | IJsselstein                    | 21,62               | 33 976        |
| Provincia de Utrecht  | Utrecht                        | 99,32               | 280 949       |
| Provincia de Utrecht  | Nieuwegein                     | 25,68               | 61 605        |
| Provincia de Utrecht  | Vianen                         | 42,37               | 19 694        |
| Provincia de Utrecht  | Houten                         | 58,98               | 44 499        |
| Provincia de Utrecht  | Bunnik                         | 37,57               | 14 234        |
| Provincia de Utrecht  | Utrechste Heuvelrug            | 134,10              | 48 957        |
| Provincia de Utrecht  | Zeist                          | 48,64               | 60 369        |
| Provincia de Utrecht  | De Bilt                        | 67,10               | 42 037        |
| Provincia de Utrecht  | Baarn                          | 33,03               | 24 513        |
| Provincia de Utrecht  | Soest                          | 46,45               | 45 217        |
| Provincia de Utrecht  | Amersfoort                     | 63,78               | 136 999       |
| Provincia de Utrecht  | Eemnes                         | 33,67               | 8859          |
| Provincia de Utrecht  | Bunschoten                     | 34,88               | 19 468        |
| Provincia de Utrecht  | Leusden                        | 58,94               | 28 889        |
| Holanda Meridional    | Róterdam                       | 304,24              | 588 697       |
| Holanda Meridional    | Schiedam                       | 19,89               | 75 389        |
| Holanda Meridional    | Spijkenisse                    | 30,23               | 74 506        |
| Holanda Meridional    | Vlaardingen                    | 26,71               | 72 553        |
| Holanda Meridional    | Rozenburg                      | 6,37                | 12 843        |
| Holanda Meridional    | Maasluis                       | 9,10                | 31 956        |
| Holanda Meridional    | Midden-Delfland                | 49,38               | 17 435        |
| Holanda Meridional    | Westland                       | 90,59               | 98 328        |
| Holanda Meridional    | La Haya                        | 85,65               | 475 627       |
| Holanda Meridional    | Delft                          | 26,31               | 95 090        |
| Holanda Meridional    | Rijswijk                       | 14,48               | 47 152        |
| Holanda Meridional    | Leidschendam-Voorburg          | 35,60               | 73 111        |
| Holanda Meridional    | Wassenaar                      | 62,50               | 25 622        |
| Holanda Meridional    | Voorschoten                    | 11,59               | 22 887        |
| Holanda Meridional    | Leiden                         | 23,16               | 118 069       |
| Holanda Meridional    | Leiderdorp                     | 12,29               | 25 990        |
| Holanda Meridional    | Katwijk                        | 31,06               | 60 932        |
| Holanda Meridional    | Oegstgeest                     | 7,75                | 21 891        |
| Holanda Meridional    | Noordwijk                      | 51,53               | 24 673        |
| Holanda Meridional    | Noordwijkerhout                | 23,40               | 15 166        |
| Holanda Meridional    | Teylingen                      | 33,63               | 34 683        |
| Holanda Meridional    | Lisse                          | 16,11               | 21 877        |
| Holanda Meridional    | Hillegom                       | 13,48               | 20 317        |
| Holanda Meridional    | Alkemade                       | 30,91               | 14 512        |
| Holanda Meridional    | Jacobswoude                    | 41,37               | 10 797        |
| Holanda Meridional    | Nieuwkoop                      | 38,50               | 26 882        |
| Holanda Meridional    | Alphen aan der Rijn            | 57,68               | 70 955        |
| Holanda Meridional    | Bodegraven                     | 38,50               | 19 361        |
| Holanda Meridional    | Reeuwijk                       | 50,11               | 12 756        |
| Holanda Meridional    | Boskoop                        | 16,96               | 15 311        |
| Holanda Meridional    | Rijnwoude                      | 57,85               | 18 863        |
| Holanda Meridional    | Zoeterwoude                    | 21,91               | 8501          |
| Holanda Meridional    | Zoetermeer                     | 37,06               | 116 979       |
| Holanda Meridional    | Pijnacker-Nootdorp             | 38,60               | 41 695        |
| Holanda Meridional    | Lansingerland                  | 56,00               | 46 021        |
| Holanda Meridional    | Zevenhuizen-Moerkapelle        | 31,10               | 10 325        |
| Holanda Meridional    | Waddinxveen                    | 29,39               | 26 062        |
| Holanda Meridional    | Gouda                          | 18,10               | 71 386        |
| Holanda Meridional    | Moordrecht                     | 12,73               | 8095          |
| Holanda Meridional    | Nieuwerkerk aan den IJsel      | 18,47               | 22 140        |
| Holanda Meridional    | Capelle aan den IJsel          | 15,42               | 65 602        |
| Holanda Meridional    | Ouderkerk                      | 28,53               | 8105          |
| Holanda Meridional    | Krimpen aan den IJsel          | 8,93                | 28 783        |
| Holanda Meridional    | Ridderkerk                     | 25,10               | 44 757        |
| Holanda Meridional    | Alblasserdam                   | 9,96                | 18 428        |
| Holanda Meridional    | Hendrik-Ido-Ambacht            | 11,99               | 24 458        |
| Holanda Meridional    | Papendrecht                    | 10,77               | 31 553        |
| Holanda Meridional    | Sliedrecht                     | 14,00               | 23 801        |
| Holanda Meridional    | Hardinxveld-Giessendam         | 19,35               | 17 775        |
| Holanda Meridional    | Dordrecht                      | 99,45               | 118 821       |
| Holanda Meridional    | Zwijndrecht                    | 22,77               | 44 588        |
| Holanda Meridional    | Barendrecht                    | 21,72               | 41 249        |
| Holanda Meridional    | Albrandswaard                  | 23,75               | 21 059        |
| Holanda Meridional    | Oud-Beijerland                 | 19,61               | 23 899        |
| Holanda Meridional    | Brielle                        | 31,12               | 15 990        |
| Flevoland             | Almere                         | 248,77              | 178 466       |
| TOTAL                 | TOTAL                          | 5128,85             | 6 547 070     |

- (1) - Datos del 01.01.2006, tomados del informe estadístico de población

## Región económica
La región de Randstad es una región socioeconómica ubicada en el corazón de los Países Bajos. Está basada en la región metropolitana de Randstad y tiene como fines la promoción y el desarrollo económico, cultural, científico y turístico de la región.
Partes integrantes de esta región son las provincias de Holanda Septentrional, Holanda Meridional, Utrecht y Flevoland. En total se habla de una región con 7,62 millones de habitantes, en un área de 11 357 km², repartidos como se indica en la tabla siguiente.
| Región                | Superficie (en km²) | Población(1) |
| --------------------- | ------------------- | ------------ |
| Países Bajos          |                     |              |
| Holanda Septentrional | 2671,03             | 2 813 466    |
| Holanda Meridional    | 3403,38             | 3 458 875    |
| Provincia de Utrecht  | 1449,12             | 1 180 039    |
| Flevoland             | 2412,3              | 370 656      |
| Total                 | 11 356,57           | 7 616 154    |

- (1) - Datos del 01.01.2006, tomados del informe estadístico de población